# Рік Дракона (фільм, 1985)
Рік Дракона (англ. Year of the Dragon) — американський кримінальний бойовик 1985 року режисера Майкла Чіміно за однойменною книгою Роберта Дейлі з Міккі Рурком у головній ролі.

## Сюжет
|  | Це не Бронкс чи Бруклін. Це навіть не Нью-Йорк. Це Чайтатаун... і скоро він вибухне. |

Використовуючи безпрецедентну жорстокість, молодий Джоі Тай стає головою китайської мафії та безперечним лідером китайської громади.
Стенлі Вайт, поліцейський, який має найбільшу кількість нагород у Нью-Йорку та ненавидить азіатів з часів служби у В'єтнамі, стає на чолі поліцейського відділку у Чайнатауні.
Обидва бажають зламати давно усталені правила, але компроміс між ними малоймовірний, що призводить до неминучого кривавого конфлікту.

## Творці фільму

### Режисер
Майкл Чіміно

### Сценарій
Олівер Стоун
Майкл Чіміно
Роберт Дейлі (книга)

### Продюсери
Діно Де Лаурентіс

### Актори та персонажі
Міккі Рурк .. капітан Стенлі Вайт
Джон Лоун .. Джоі Тай
Еріан .. Трейсі Тцю
Леонард Термо .. Анжело Ріццо
Рей Беррі .. Луіс Букоавський
Керолайн Кева .. Конні Вайт
Едді Джонс .. Віл'ям МакКена
Віктор Вонг .. Гаррі Юнг «дядечко Гаррі»

### Композитор
Девід Менсфілд

### Оператор
Алекс Томсон

### Кастинг-директор
Джоанна Мерлін

## Цікаві факти
- Переклад фільму українською виконано студією Так Треба Продакшн.
- Для зйомки вулиць Нью-Йорка побудували павільйон у Північній Каліфорнії. Кажуть, що павільйон був настільки реалістичним, що ним змогли обдурити навіть Стенлі Кубрика, який відвідав прем'єру фільму. Майклу Чіміно довелося переконувати Кубрика, уродженця Бронксу (район Нью-Йорку), що це знімали у павільйоні, а не на вулицях Нью-Йорку.
- Після виходу фільму, мали місце протести китайсько-американської спільноти проти неточного та стереотипного змалювання Чайнатауна (Китайського кварталу Нью-Йорку). На адресу Майкла Чіміно лунали навіть звинувачення у расизмі.